# Оскар Еволо
Оскар Еволо (фр. Oscar Ewolo, нар. 9 жовтня 1978, Браззавіль) — конголезький футболіст, який грав на позиції захисника і півзахисника. Відомий за виступами в низці французьких клубів та у складі національної збірної Конго. Фіналіст Кубка Франції.

## Клубна кар'єра
Оскар Еволо народився в Браззавілі. У професійному футболі дебютував у 1996 році в складі французької команди другого дивізіону «Ам'єн». У цій команді конголезький футболіст швидко став гравцем основного складу, грав у складі «Ам'єна» до 2005 року, та став у його складі фіналістом Кубка Франції сезону 2000—2001 років.
У 2005 році Еволо перейшов до складу іншого французького клубу другого дивізіону «Лор'ян», з яким у перший же сезон виступів здобув право на підвищення до найвищого французького дивізіону, після чого грав у складі команди ще протягом 3 років вже у найвищій французькій лізі.
У 2009 році конголезький футболіст перейшов до складу команди другого французького дивізіону «Брест», з якою в перший же рік виступів здобув путівку до найвищого дивізіону, в якому грав у складі нового клубу до 2012 року.
У 2012 році Оскар Еволо став гравцем команди другого французького дивізіону «Лаваль», у складі якої наступного року завершив виступи на футбольних полях.

## Виступи за збірні
У 2000 році Оскар Еволо дебютував у складі національної збірної Конго. У складі збірної того року брав участь у розіграші Кубка африканських націй. У складі збірної грав до 2013 року, загалом зіграв у її складі 32 матчі. в яких відзначився 1 забитим м'ячем.

## Після завершення виступів
Після завершення виступів на футбольних полях Оскар Еволо став пастором.

## Титули і досягнення
- Фіналіст Кубка Франції (1):

«Ам'єн»: 2000–2001